# Cerkiew św. Dymitra w Ułazowie
Cerkiew św. Dymitra w Ułazowie – dawna parafialna cerkiew greckokatolicka, wzniesiona w 1843 w Ułazowie.
Od 1993 świątynia nieczynna kultowo.

## Historia
Cerkiew zbudowano w 1843 z inicjatywy proboszcza Symeona Pleszkiewicza na fundamentach poprzedniej starszej budowli z 1668. Około 1890 budynek pokryto blachą. W 1900 wnętrze świątyni ozdobiono polichromią i odnowiono ikonostas. Po 1947 cerkiew została przejęta i użytkowana przez kościół rzymskokatolicki jako kościół filialny parafii w Cieszanowie, a od 1980 parafii w Niemstowie. W latach 1960. prezbiterium zaadaptowano na salkę katechetyczną. W latach 1973–74 w czasie krycia dachów nową blachą zlikwidowano makowice nad sanktuarium i babińcem oraz pseudolatarnię nad nawą. W 1982 wnętrze nawy i babińca obito boazerią, zmieniono wystroje okien oraz oszalowano ściany zewnętrzne. Poważny remont przeprowadzono po pożarze w dniu 04 kwietnia 1986, który objął część nawy i prezbiterium. Od 1993 po wybudowaniu nowego kościoła w Ułazowie cerkiew zamknięto i stoi opuszczona.

## Architektura i wyposażenie
Cerkiew to budowla konstrukcji zrębowej, orientowana, trójdzielna, na kamienno-ceglanej podmurówce. Prostokątne prezbiterium zamknięte trójbocznie z zakrystią od południa i skarbczykiem od północy, szersza i wyższa nawa na rzucie kwadratu z przedsionkiem od strony południowej. Od strony zachodniej babiniec węższy i niższy od nawy, z przedsionkiem. Całość przykryta dwuspadowymi dachami ze szczytami, z niewielką sygnaturką w formie ośmiobocznej ażurowej wieżyczki z hełmem i krzyżem.
We wnętrzu zachowany pięciorzędowy ikonostas z pierwszej połowy XIX wieku. Niektóre ikony mogą być starsze. 

## Otoczenie
W pobliżu cerkwi znajduje się XVIII-wieczna drewniana dzwonnica. To dwukondygnacyjna budowla, na rzucie kwadratu, konstrukcji słupowo-ramowej, o lekko nachylonych ścianach. Przykryta namiotowym blaszanym dachem. Dzwonnica była remontowana w 1890, kiedy założono blaszane pokrycie oraz w 1973, gdy wymieniono konstrukcję.
Przed świątynią krzyż i głaz upamięntniają pierwsze miejsce spoczynku generała Józefa Kustronia poległego pod Ułazowem 16 września 1939 w walce z wojskami niemieckimi.

## Galeria

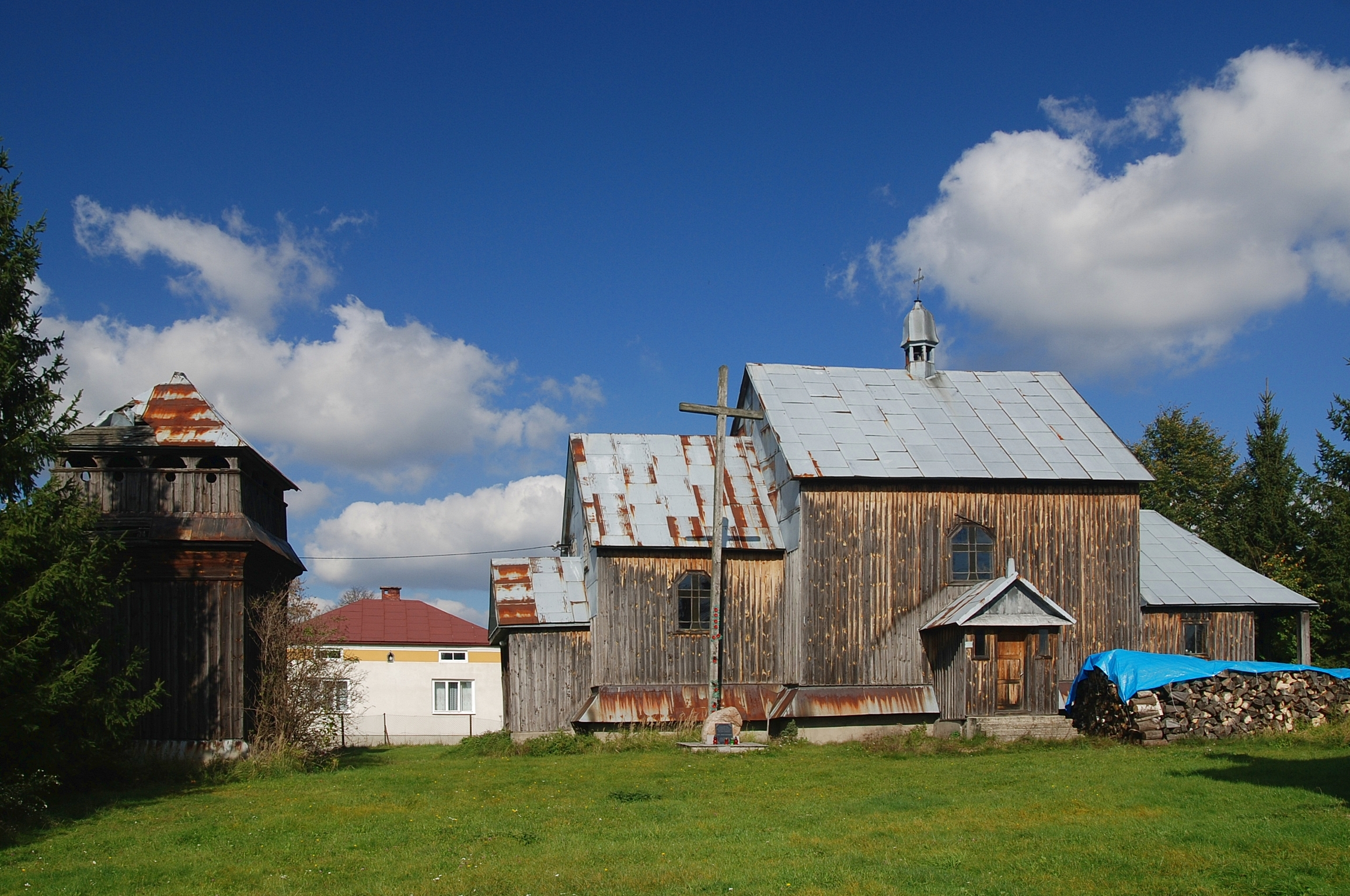
Widok ogólny
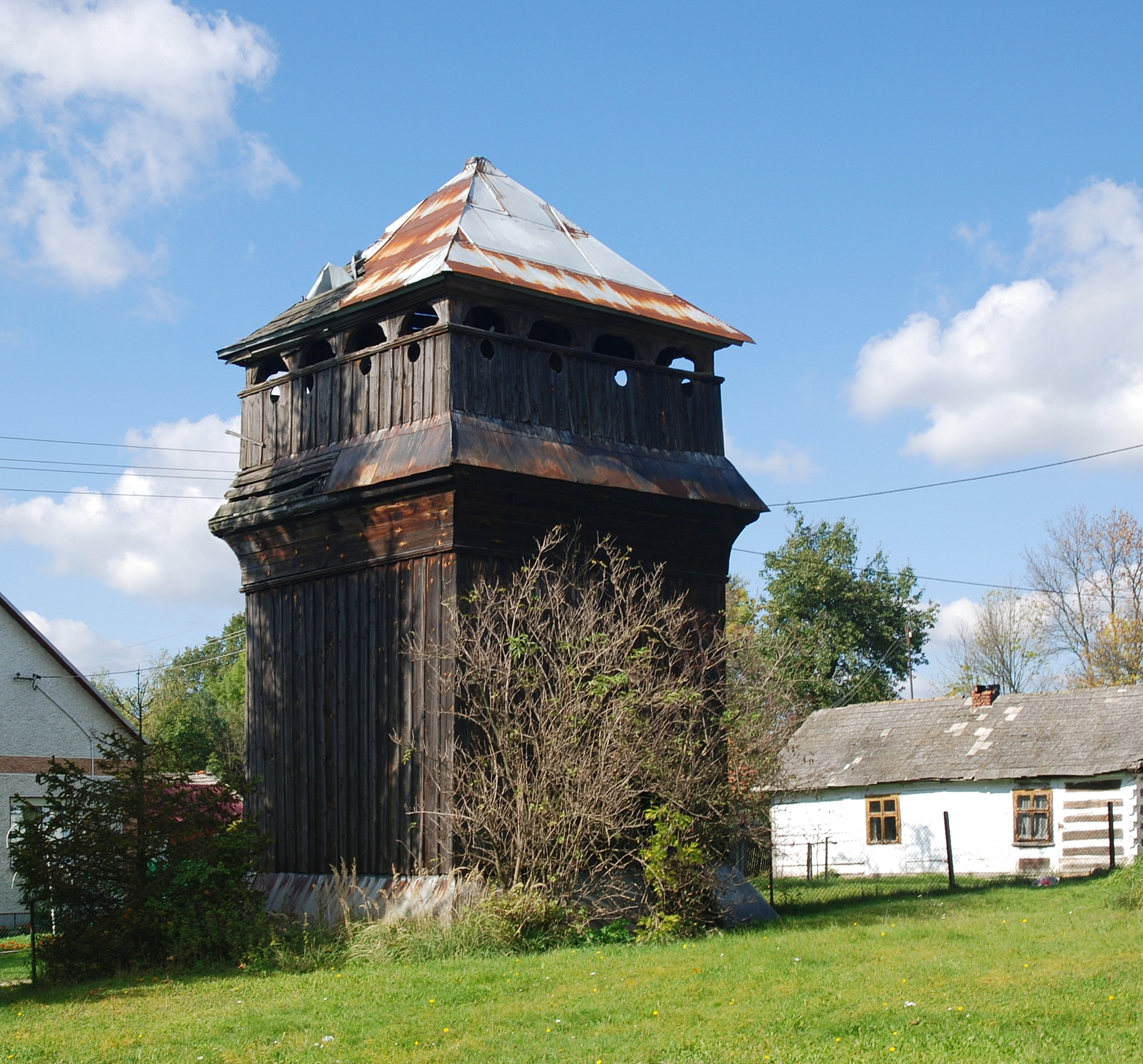
Dzwonnica
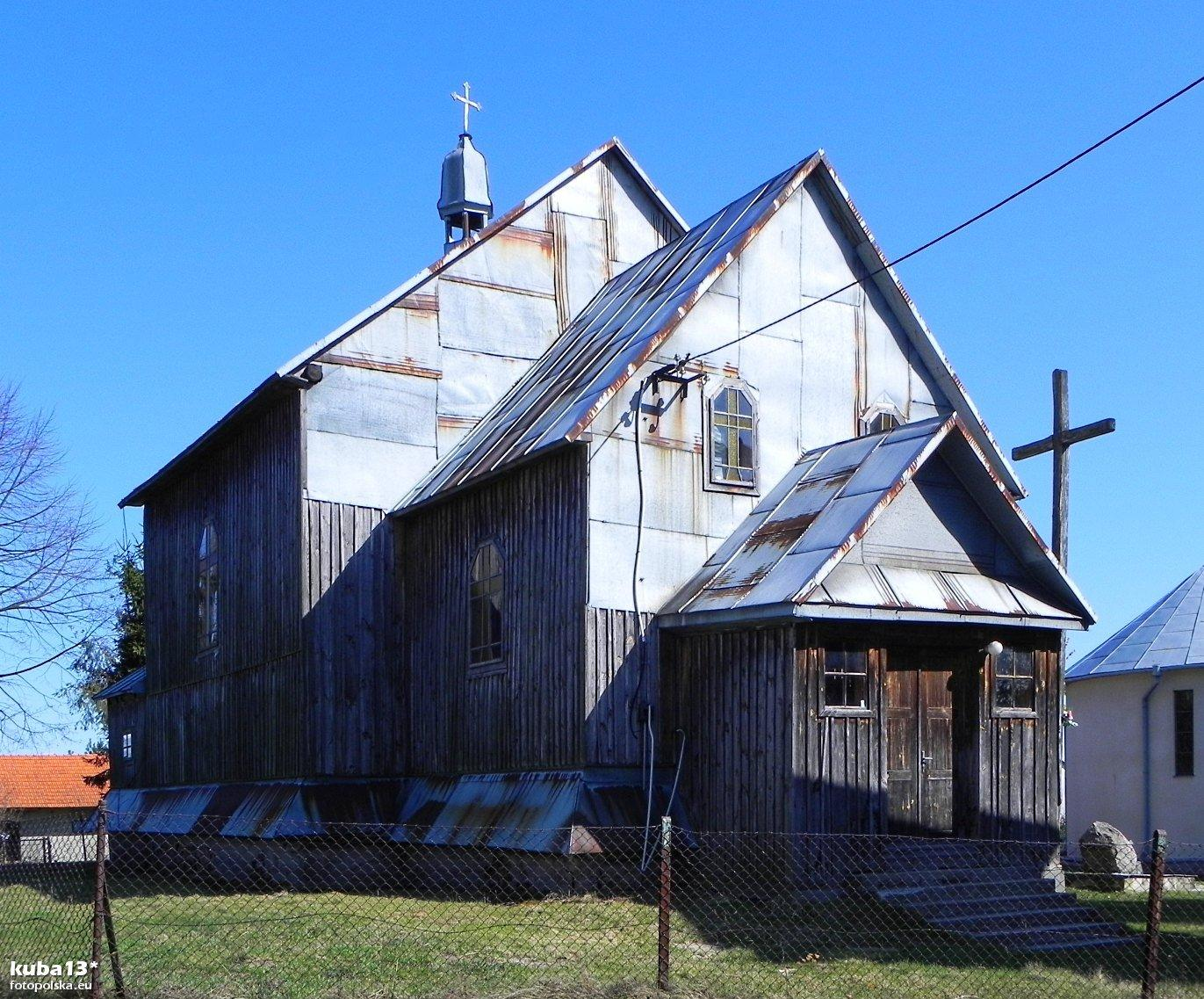
Widok od strony północnej